# Místico
Vous lisez un « bon article » labellisé en 2014.
Ne doit pas être confondu avec Sin Cara ou Místico II.
Luis Ignascio Urive Alvirde (né le 22 décembre 1982 à Mexico, au Mexique) est un catcheur (lutteur) mexicain. Il est actuellement employé à Consejo Mundial de Lucha Libre et à la Lucha Libre Elite sous le nom de Caristico.
Il est surtout connu pour ses combats sous le nom de ring Místico, de 2004 à 2011, au sein du Consejo Mundial de Lucha Libre (CMLL), dans lequel il a remporté de nombreux titres et tournois comme La Leyenda de Plata (le tournoi le plus prestigieux de la fédération) qu'il a remporté trois années consécutives, en 2006, 2007 et 2008. En 2011, il signe un contrat avec la World Wrestling Entertainment, la plus grande fédération de catch américaine. Il change son nom de ring pour celui de Sin Cara, avant de quitter la fédération trois ans plus tard, en janvier 2014. Il retourne au Mexique où il s'engage avec l'Asistencia Asesoría y Administración et y prend le nom de Myzteziz. Il y dispute un combat contre Rey Mysterio Jr. lors de Triplemanía XXIII, le show annuel le plus prestigieux de la lucha libre au Mexique.
Luis Ignascio Urive Alvirde est le fils de Manuel Almanza, qui luttait sous le nom de ring Dr Karontes, ce qui fait de lui un catcheur de deuxième génération. Il est également le frère des catcheurs Astro Boy, Astro Boy II et Argenis, et le neveu de Tony Salazar.

## Carrière

### Débuts sur le circuit indépendant (1998-2004)
Urive grandit dans le quartier de Tepito, à Mexico. Il est entrainé par son père Dr Karontes et son oncle Tony Salazar, à cette époque booker et catcheur à la retraite du Consejo Mundial de Lucha Libre. Il fait ses débuts à l'âge de quinze ans le 30 avril 1998 sous le nom de ring Dr Karontes, Jr.. En 2000, il change son nom de ring pour celui d'« Astro Boy », en hommage à son frère aîné décédé un mois plus tôt, qui utilisait ce même nom. Plus tard, il forme une équipe avec son autre frère Astro Boy II. En 2003, il part au Japon pour travailler à la Michinoku Pro Wrestling sous le nom de « Komachi » pendant environ un an.

### Consejo Mundial de Lucha Libre(2004-2011)

#### El Principe de Plata y Oro(2004-2005)

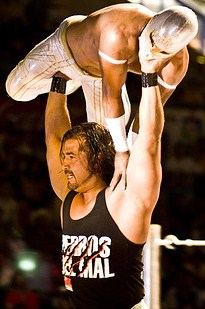
Místico soulevé par Héctor Garza.

Urive débute au Consejo Mundial de Lucha Libre (CMLL) en 2004, avec comme nom de ring « Místico » et un rôle à jouer : Místico (le personnage), orphelin recueilli par le prêtre catcheur Fray Tormenta qui lui a appris à lutter pour faire ses débuts au CMLL en 2004. Místico participe à la 6e édition du tournoi La Leyenda de Plata, mais ne passe pas le premier tour. Sa popularité s'accroît dans l'édition 2004 du tournoi Gran Alternativa qu'il remporte en équipe avec El Hijo del Santo, ce qui lui vaut le surnom de « El Principe de Plata y Oro » (« Le prince d'argent et d'or »), en raison des couleurs de ses tenues. Peu de temps après, Místico rejoindra les face du CMLL comme Negro Casas et Shocker contre les groupes heels de l'époque Los Guerreros del Infierno et La Furia del Norte.
En 2005, Místico s'implique toujours dans une rivalité contre Los Guerreros, durant laquelle il remporte d'importants combats contre Rey Bucanero, Mephisto, et Tarzan Boy. Il remporte son premier titre, le Campeonato Mundial de Peso Medio de la NWA, en gagnant face à Averno, un membre de Los Guerreros, le 11 février. Deux semaines plus tard, il participe à son premier main event en match simple face au leader de Los Guerreros, Último Guerrero, match que Místico remporte. Le 18 mars, lors de l’Homenaje A Dos Leyendas, il fait équipe avec Dr Wagner Jr. et Shocker, et perdent face à Héctor Garza et Los Guerreros. Une fois la rivalité avec Los Guerreros terminée, Místico s'implique dans une autre rivalité, avec Perro Aguayo, Jr. et son groupe Los Perros del Mal. Après avoir vaincu Aguayo, le 13 mai, dans un match au meilleur des trois tombés, il est ajouté à la liste des huit catcheurs prévus pour le match en cage à pari dans lequel le dernier lutteur à rester dans la cage perd ses cheveux ou son masque. Místico rejoint Negro Casas, Heavy Metal, Universo 2000 et Máscara Mágica contre le groupe d'Aguayo composé de Damián 666, Halloween et Héctor Garza, mais ni lui ni Aguayo ne perdent ce match.

#### Sommets de la fédération et du catch (2006-2008)

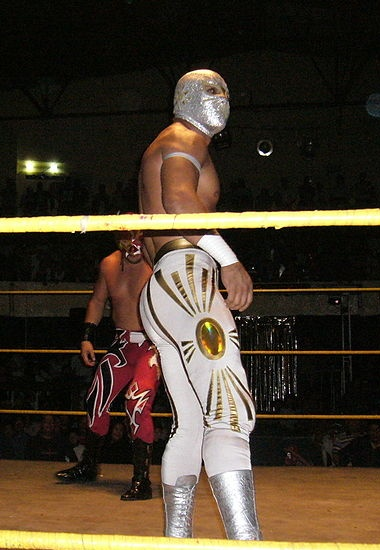
Místico en 2006.

En début d'année 2006, il fait équipe avec Black Warrior et perd à deux reprises le Campeonato Mundial en Parejas del CMLL, mais il remporte ce titre avec Negro Casas le 14 avril. Le 12 mai à l'Arena México, il perd son Campeonato Mundial de Peso Medio de la NWA contre Black Warrior. Le 29 septembre lors du main event du 73e anniversaire du Consejo Mundial de Lucha Libre, Místico remporte sa première grande victoire contre Black Warrior dans un match à pari masque contre masque. En 2006, Místico devient la plus grande star au Mexique. Il participe à dix-huit main events pendant l'année, qui attirent plus de dix mille personnes, et remporte également le tournoi Leyenda de Plata. En 2006, Místico est classé 5e meilleur catcheur au monde par le magazine Pro Wrestling Illustrated et est récompensé trois fois aux Wrestling Observer Newsletter awards dans les catégories « Catcheur de l'année » (catcheur de l'année), Best Flying Wrestler (meilleur voltigeur) et Best Box Office Draw.
Le 10 avril 2007, Místico gagne face à Mephisto et remporte le Campeonato Mundial de Peso Welter del CMLL et le 29 avril le Championnat du monde poids moyens. Quelques mois plus tard, Místico remporte pour la 2e année consécutive le tournoi Leyenda de plata en battant M. Aguila en finale et le Gran Alternativa avec la Sombra. Il remporte également le Campeonato Nacional de Peso Semicompleto le 12 décembre à Querétaro. En 2007, Místico est classé 3e meilleur catcheur au monde par Pro Wrestling Illustrated, et reçoit entre autres le trophée annuel Best Flying Wrestler (meilleur voltigeur) au Wrestling Observer Newsletter awards.

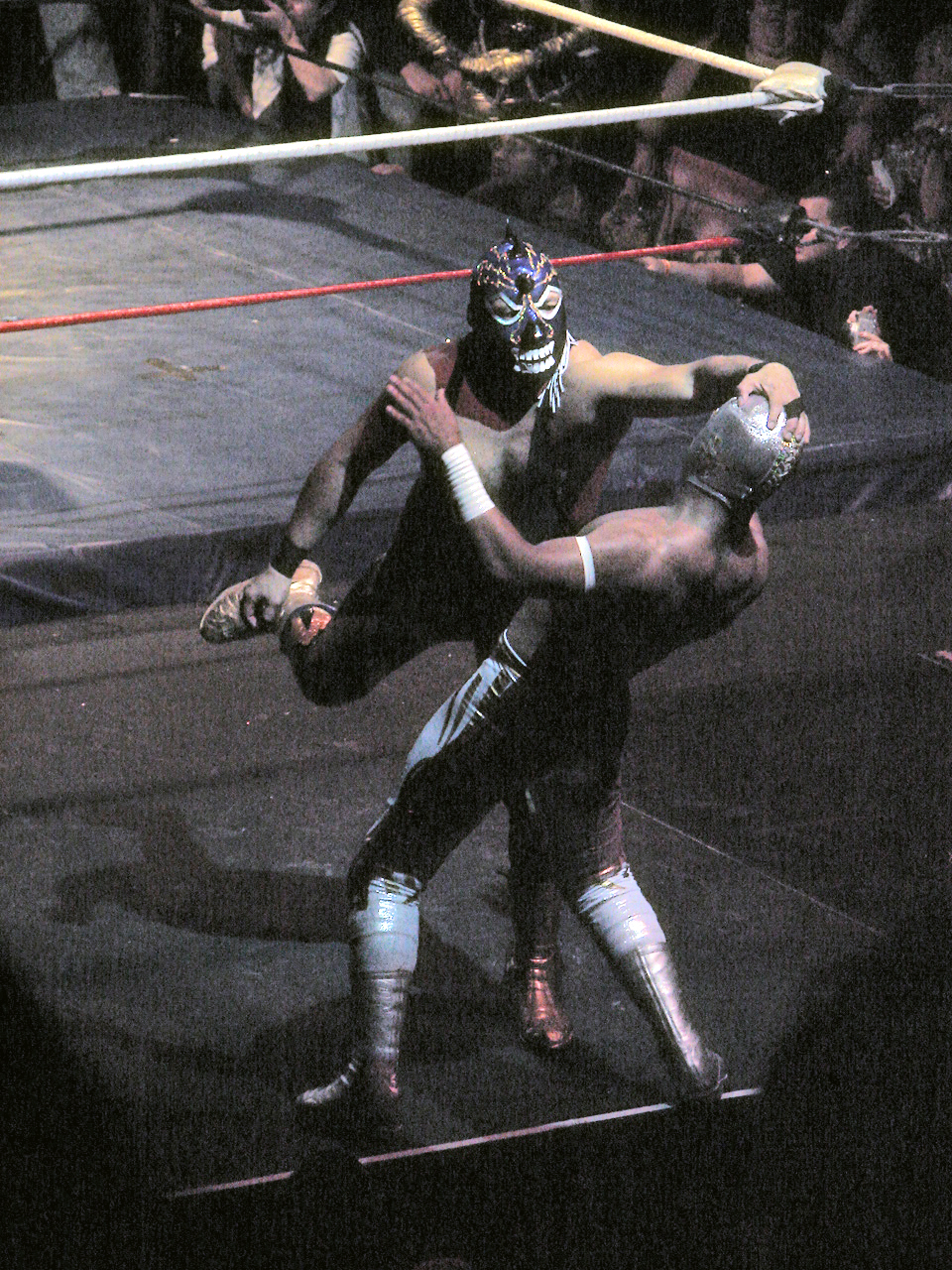
Místico et Mephisto.

Le 10 mars 2008, Místico et Héctor Garza remportent le Campeonato Mundial en Parejas del CMLL en battant Averno et Mephisto. En avril, la commission déclare les titres de champions par équipes vacants après un match conclu par une double disqualification. Mais dans un match revanche, Místico et Garza remportent à nouveau les titres en rebattant Averno et Méphisto. En juillet, Místico remporte pour la troisième année consécutive le tournoi Leyenda de Plata. En décembre 2008, Místico et Héctor Garza perdent finalement les titres par équipes une fois encore contre Averno et Mephisto. En mars 2008, la Total Nonstop Action Wrestling observe les matchs d'Urive Alvirde avant de lui proposer un contrat, mais une fois de plus, l'engagement de Místico avec le Consejo Mundial de Lucha Libre empêche tout accord. À noter qu'en juillet 2008, Místico a fait un séjour à Pékin en Chine pour participer au Second Beijing International Martial Arts Training Camp (formation d'arts martiaux) organisée par la Belgique et dirigé par l'instructeur Mike Martello. Au cours de cet entraînement, Místico reçoit une formation en lutte traditionnelle chinoise (shuaijiao) par un expert en la matière, Yu Shaoyi (deux fois champion régional de Pékin), ainsi qu'une formation sur les techniques de co-blocage (Qinna) par Mike Martello. L'évènement est retransmis par Televisa et diffusé dans une série de seize clips pendant les jeux olympiques d'été de 2008 à Pékin.

#### Débuts à laNew Japan Pro Wrestling(2009)

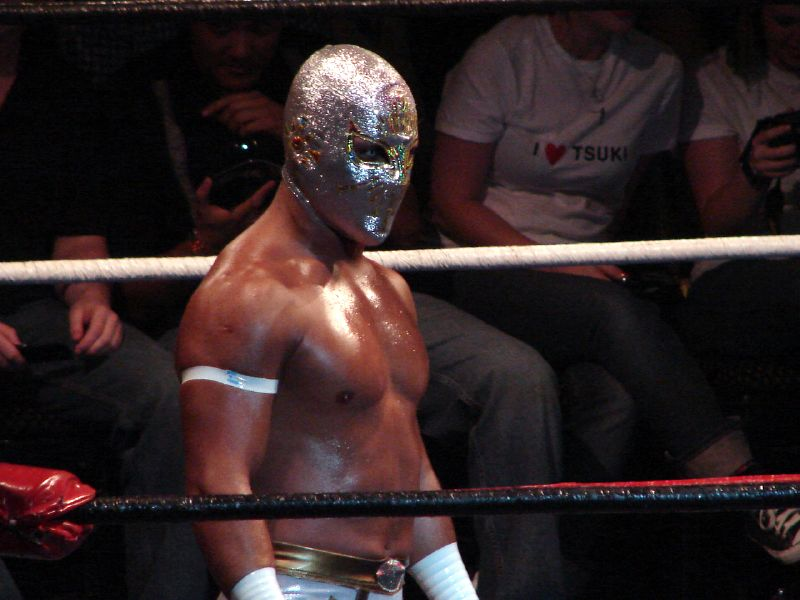
Místico en 2009.

Le 4 janvier 2009, Místico fait ses débuts à la New Japan Pro Wrestling (NJPW). Même si la NJPW travaille en collaboration avec le CMLL, Místico est toujours en contrat avec la fédération mexicaine. Místico fait ses débuts lors d'un des shows les plus importants de la NJPW, Wrestle Kingdom III in Tokyo Dome. Místico lutte au match d'ouverture en équipe avec Prince Devitt et Ryusuke Taguchi, face à Averno, Gedo et Jado. Après le match, Místico annonce qu'il souhaite retourner à la NJPW pour se battre pour le IWGP Junior Heavyweight Championship. Le 15 février, Místico conserve le Campeonato Mundial de Peso Welter del CMLL face à Mephisto lors d'un show de la NJPW à Tokyo, au Ryōgoku Kokugikan. Début mai, Místico, Misterioso, Jr. et Okumura sont programmés pour une tournée au Japon, mais ils ont dû annuler la tournée en raison de la pandémie de grippe A au Mexique.
Le 20 mars 2009, Místico perd le Campeonato Mundial de Peso Welter del CMLL face à Negro Casas lors de Homenaje a Dos Leyendas. Il perd une ceinture qu'il détenait depuis le 10 avril 2007. Lors du 76e anniversaire du Consejo Mundial de Lucha Libre, le 18 septembre 2009, Místico remporte le match à pari « masque contre cheveux » face à Negro Casas, Casas est donc rasé. Le 11 décembre 2009, Místico remporte le championnat du Festival Mundial de Lucha Libre lors d'un match en cage contre El Sagrado, Blue Panther, El Terrible, El Felino, El Texano, Jr, Hijo del Fantasma et Naito.
En août 2009, Místico continue sa troisième tournée à la New Japan Pro Wrestling. Le 15 août, Místico gagne face à Tiger Mask IV, et devient le nouveau IWGP Junior Heavyweight Championship. De retour au Mexique, Místico défend son titre lors du main event d'un show du CMLL à Puebla le 28 septembre contre Jushin Liger. Il gagne son match et conserve sa ceinture. Le 8 novembre lors de NJPW's Destruction, Místico perd le titre face à Tiger Mask.

#### Rivalité avec Volador Jr. (2010-2011)

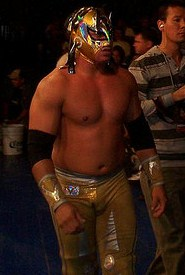
Volador Jr.

Lors du Torneo Nacional de Increíbles Parejas le 22 janvier 2010, Místico entame un conflit acharné contre Volador Jr. après lui avoir arraché son masque et gagné à la suite d'un coup déloyal. Le 5 février, lors d'un main event à l’Aréna México, Místico perd un Super Libre (match sans règles) face à Volador. Le 12 février, Místico perd le Campeonato Nacional de Peso Semicompleto face à Volador, Jr.. Le 26 février, lors d'un show du Consejo Mundial de Lucha Libre, il est annoncé que Místico et El Felino affronteront Volador, Jr. et La Sombra à quatre dans un match Lucha de Apuetas au main event de Homenaje a Dos Leyendas. Ce sont El Felino et La Sombra qui perdent le match et qui retirent donc leurs masques. L'histoire entre les deux est mise de côté, mais fin mai 2010, la tension reprend du fait que Místico et Volador, Jr. ont dû une fois de plus s'affronter pour le Campeonato Nacional de Peso Semicompleto, match de championnat que Volador remporte.
Le 12 juillet, au 1er anniversaire de la Promociones Gutiérrez, Místico participe à un match à dix avec cinq équipes pareja incredibles. Son partenaire pour ce match est El Oriental, ils ont dû affronter les équipes de l'Atlantide et Olímpico, La Sombra et Histeria, El Alebrije et Volador, Jr., Ultimo Guerrero et Averno. Místico et El Oriental sont contraints de se battre pour leurs masques. Après un long match, Místico bat El Oriental. Après le match, El Oriental retire son masque. Le 16 août, il est annoncé que Místico fait partie de la liste des 14 hommes à mettre leurs masques en jeu dans un match en cage Luchas Apuestas au main event du 77e anniversaire de la CMLL. Místico est le 11e et l'avant-dernier homme à quitter la cage en acier, en gardant ainsi son masque.
Místico retourne au Japon en janvier 2011, prenant part à un show entre le Consejo Mundial de Lucha Libre et la New Japan Pro Wrestling à Fantasticamania 2011 où il catche dans un match trois contre trois. Lors de la seconde partie de Fantasticamania le lendemain, Místico gagne face à Averno dans un match simple, ce qui est son dernier match au Consejo Mundial de Lucha Libre.

### World Wrestling Entertainment(2011-2014)

#### The International Sensation(2011)

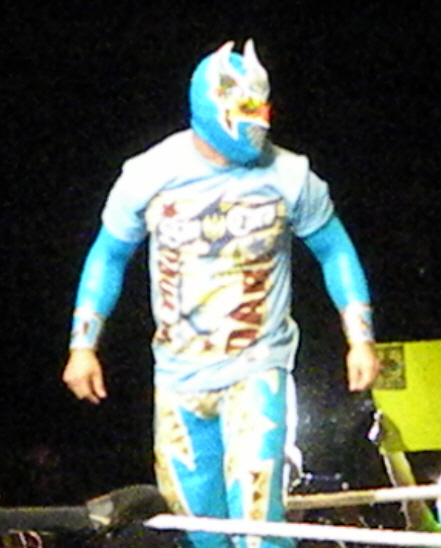
Sin Cara à la WWE.

À la fin de janvier 2011, Urive annonce sa signature de contrat avec la World Wrestling Entertainment. Après plusieurs matchs dans des spectacles non diffusés il fait son premier match à Raw le 11 avril et bat Primo par tombé.
Le 24 avril, lors de la Draft, il est transféré à SmackDown. Le 13 mai à SmackDown, Chavo Guerrero veut aider Sin Cara pendant son match contre Daniel Bryan, mais ce dernier lui fait comprendre qu'il voulait un match à la régulière, à la fin du match Chavo s'est expliqué mais Sin Cara l'a poussé et Chavo est tombé par terre. Les deux hommes s'affrontent à Over The Limit, match que Sin Cara remporte. Le 1er juillet à SmackDown, Sin Cara enregistre sa première défaite en perdant contre Christian.
Le 17 juillet, Sin Cara participe au Money in the Bank Ladder match de SmackDown à Money in the Bank. Lors du match, Sin Cara se fait rapidement éliminer de la course à la mallette puisque Sheamus le fait traverser à travers une échelle à la suite d'un Powerbomb. Sin Cara est ensuite évacué sur civière, la mallette est finalement décrochée par Daniel Bryan. Le 18 juillet, la WWE annonce sa suspension de 30 jours pour non-respect de la Politique de Santé de la compagnie pour avoir pris des stéroïdes. Par ailleurs, le vrai nom de Sin Cara est rendu public. Luis Ignascio Urive Alvirde affirme au journal mexicain The Record être innocent. Il avance que plusieurs médicaments contiennent des stéroïdes et il croit qu'une injection de routine au genou faite au Mexique, pour diminuer la douleur, a faussé le test anti-drogue.

#### Sin Cara vs. Sin Cara (2011-2012)

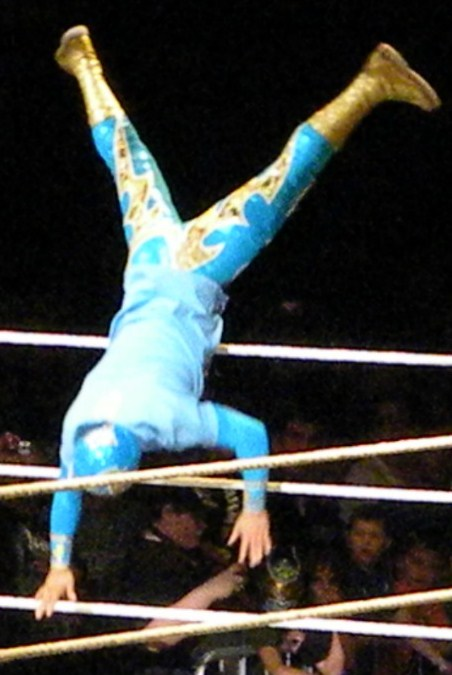
Entrée de Sin Cara (juin 2011).

Sin Cara fait son retour à SmackDown le 12 août avant la fin de sa suspension, mais ce n'est pas Místico derrière le masque mais Hunico, un autre luchador évoluant à la Florida Championship Wrestling (FCW), le club-école de la WWE,. Hunico continue à porter le masque de Sin Cara à Raw, SmackDown et lors des house show de la WWE. Lors du SuperSmackDown le 2 septembre, Sin Cara (Hunico) fait un heel turn après avoir envoyé un coup de pied dans le visage de Daniel Bryan à la fin du match. Le 16 septembre à SmackDown, Sin Cara (Hunico) est disqualifié car il refuse de cesser de frapper Daniel Bryan qui était dans un des coins du ring. À ce moment, le vrai Sin Cara (Místico) fait son retour et intervient. Místico provoque Hunico en duel mais Hunico quitte le ring. La rivalité éclate, le 1er affrontement Sin Cara vs Sin Cara a lieu le 2 octobre à Hell in a Cell. C'est Místico qui remporte le match. Hunico portera ensuite un costume noir et gris. Les deux Sin Cara s'affrontent dans un match masque contre masque le 16 octobre au Palacio De Los Deportes à Mexico. L'événement est retransmis à la télévision dans un épisode SmackDown la semaine suivante. Místico remporte le match en utilisant la Mística. À la fin du match, Hunico refuse de retirer son masque, et essaye de partir mais Místico l'en empêche et le démasque de force.

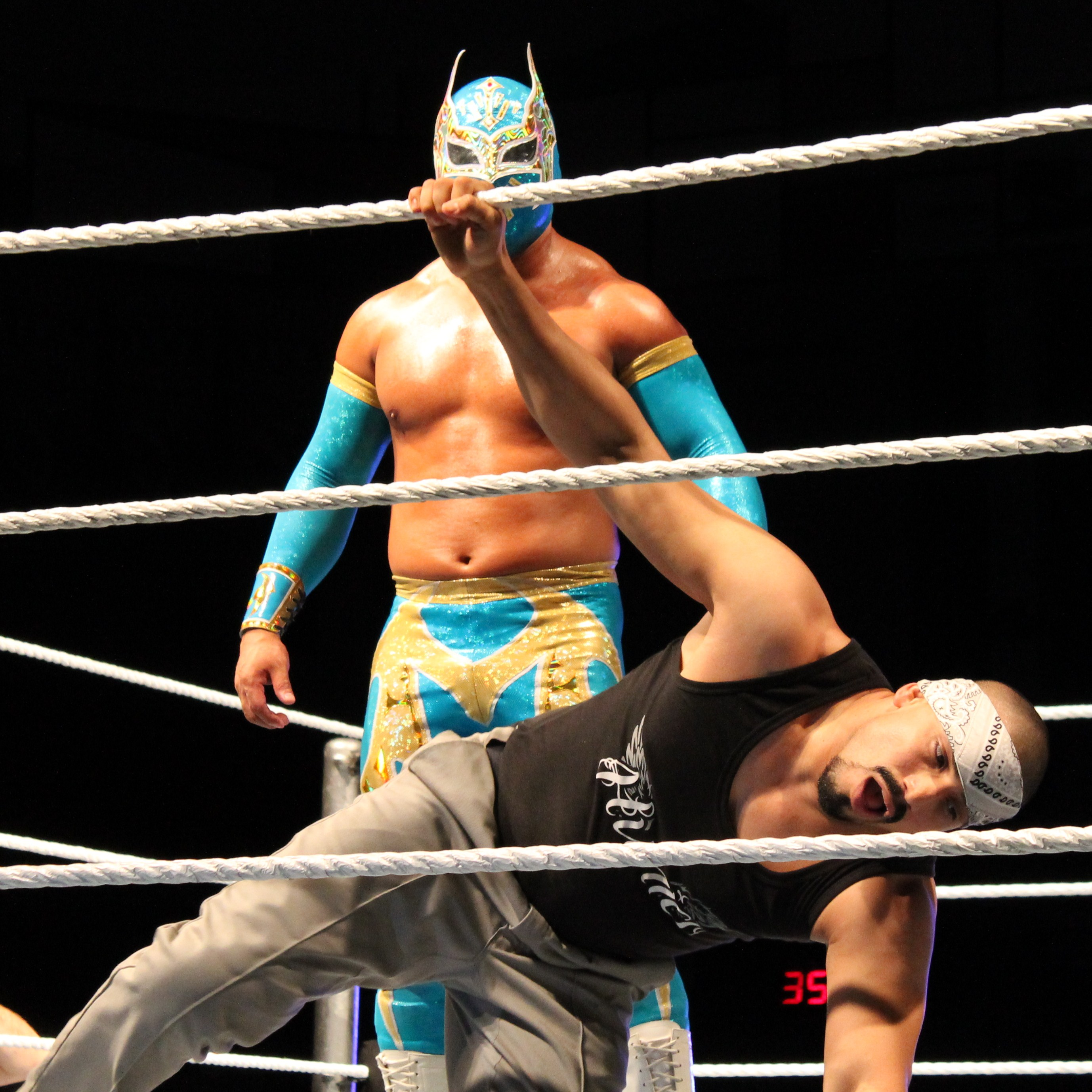
Sin Cara original, face à Hunico.

Le 4 novembre à SmackDown, Sin Cara combat un autre luchador, Epico, venant également de la FCW. Hunico intervient pendant le match et s'allie à Epico pour s'en prendre à Sin Cara. Lors des Survivor Series, il fait partie de la Team Orton et affronte la Team Barrett dans un match par équipe à élimination. Lors de ce match, Sin Cara se blesse lorsqu'il effectue un saut hors du ring sur Hunico. Son équipe perd ensuite le match. Il souffre d'une rupture du tendon rotulien, et à la suite d'une opération, il est absent pendant six mois. Lors du Raw des Slammy Awards, il reçoit le Slammy Award du moment double vision de l'année (Double Vision Moment of the Year).

#### Alliance avec Rey Mysterio (2012-2013)
Sin Cara fait son retour lors de la tournée de SmackDown au Mexique en mai 2012, et fait son retour télévisé à SmackDown le 1er juin, où il gagne contre Heath Slater sous de nouvelles couleurs rouge et blanche. Il enchaîne les victoires à Raw et SmackDown puis retrouve son ancien rival Hunico le 17 juin à No Way Out durant lequel Sin Cara remporte le match,. Il participe ensuite au Money in the Bank Ladder match de SmackDown à Money in the Bank, match que Dolph Ziggler remporte.
Puis, il forme une équipe avec un autre luchador, Rey Mysterio. L'équipe affronte à plusieurs reprises Cody Rhodes, qui tente à plusieurs reprises d'arracher le masque de Sin Cara, assisté d'autres heels comme The Miz. Sin Cara obtient son premier match de championnat à Night of Champions, un Fatal-Four Way match qui comprenait également Rey Mysterio, Cody Rhodes et le champion The Miz pour le titre Intercontinental. Le match sera cependant remporté par The Miz. Sin Cara et Rey Mysterio participent ensuite à un tournoi par équipes pour déterminer les challengers au Championnat par équipes de la WWE détenus par la Team Hell No (Kane et Daniel Bryan). Ils éliminent Primo et Epico au premier tour puis éliminent The Prime Time Players (Titus O'Neil et Darren Young) en demi-finale. Ils arrivent en finale du tournoi, mais perdent face à Damien Sandow et Cody Rhodes. L'équipe entre ensuite en rivalité avec Darren Young et Titus O'Neil,,, qui se terminera aux Survivor Series, dans un match par équipes traditionnel à élimination, dans lequel l'équipe de Sin Cara l'emportera. Sin Cara et Mysterio tentent à nouveau de devenir challengers aux titres par équipes à TLC : Tables, Ladders and Chairs dans un Tables match face à Cody Rhodes et Damien Sandow, mais ils ne remportent pas le match. Deux jours plus tard à SmackDown, Sin Cara est victime d'une attaque de The Shield (un clan composé de Dean Ambrose, Seth Rollins et Roman Reigns), et subit une blessure au genou.[réf. nécessaire]

#### Diverses rivalités et départ (2013-2014)
Sin Cara fait son retour en début d'année 2013, prenant part au Royal Rumble en 29e position, mais se fait éliminer par Ryback. Lors du SmackDown du 1er février, lui et Rey Mysterio battent les Champions par équipes, la Team Hell No. Après cela, Sin Cara est à nouveau écarté des rings, à la suite d'une nouvelle blessure subie durant un match contre Jack Swagger le 11 mars à Raw'[réf. nécessaire]. Son partenaire Rey Mysterio est également en repos pour cause de blessure, et ce dernier fait son retour en juin[réf. nécessaire]. Sin Cara fait son retour le 15 mai à Main Event, en battant le champion Intercontinental Wade Barrett. Quelques mois après, le 19 août à Raw, il se disloque le doigt lors de son match contre Alberto Del Rio.
Malgré une bonne prestation sur le ring, la carrière de Místico à la WWE est considérée comme étant un échec par les officiels de la fédération, qu'ils le qualifient comme n'étant pas à la hauteur des espérances. Místico est mis de côté par la WWE, le costume de Sin Cara est alors utilisé par Hunico. Ce remplacement laisse penser à un futur départ d'Urive Alvirde de la fédération. Dans une interview le 24 janvier 2014, il fait comprendre qu'il quitte la WWE et qu'il garde tous les droits sur le personnage de Sin Cara.

### Circuit indépendant mexicain etWorld Wrestling League(2014-...)
La fédération porto-ricaine World Wrestling League annonce l'arrivée de Místico dans l'organisation le 1er février 2014. Le 1er mars, il participe au dernier spectacle de la Baja Star's Wrestling (BSW), une fédération de Tijuana où il remporte le championnat intercontinental des poids-moyen de la BSW en battant Black Warrior dans un match au meilleur des trois tombés.
Le 16 septembre 2015, il perd le championnat poids-moyen de la WWA dans un match au meilleur des trois tombés au profit d'Averno lors d'un show de la Producciones Sanchez.
À la suite de son départ de la Asistencia Asesoría y Administración, il rejoint la Lucha Libre Elite et adopte le nom de Carístico, issu d'un mélange de ses deux anciens noms de ring Sin Cara et Místico. Il dispute son premier match le 25 octobre dans un match par équipe avec Volador, Jr. et battent Los Ingobernables.

### Asistencia Asesoría y Administración(2014-2015)
En février 2014 il est annoncé qu'Urive a signé un contrat avec la Asistencia Asesoría y Administración (AAA). Quelques jours plus tard il apparaît à la fin d'un des spectacles de la AAA. À la suite de cela il n'a pas lutté car quand il a quitté la WWE il a signé une clause disant qu'il ne peut pas lutter dans une fédération de catch pendant 90 jours. Il débute à la AAA avec un masque différent de ceux qu'il utilise sous le nom de Sin Cara ou de Místico et il attaque Averno. Fin mai, la AAA annonce qu'il va participer à son premier combat dans cette fédération le 6 juin à Verano de Escandalo et l'annonce sous le nom de ring de Místico. Avant Verano de Escándalo, Urive change de nom de ring pour devenir Mysteziz, nom qu'il va utiliser exclusivement à la AAA. Lors de ce spectacle il a fait équipe avec Cibernético et La Parka et ensemble ils ont remporté leur match face à Averno, Chessman et El Hijo del Perro Aguayo où Mysteziz a donné la victoire à son équipe en soumettant Chessman.
Il est annoncé comme étant un des participants de la Copa Triplemanía XXII à Triplemanía XXII le 17 août où il va affronter Hijo del Perro Aguayo, Cibernético et Dr Wagner Jr. dans un Cuadrangular de la muerte à élimination remporté par Hijo del perro et où Myzteziz est le dernier éliminé,. Le 7 septembre, il affronte Hijo del Perro Aguayo dans un match simple, son premier dans cette fédération, et Myzteziz est disqualifié pour avoir blessé l'arbitre après que ce dernier a refusé qu'il frappe son adversaire avec une chaise, chose qu'Hijo del Perro Aguayo lui a fait en début de match. La semaine suivante, Myzteziz, La Parka et El Patron Alberto l'emportent sur Averno, El Texano Jr. et Hijo del Perro Aguayo. Le 12 octobre, il remporte la coupe Antonio Peña en éliminant Pentagon Jr. dans un Royal Rumble match. Il fait ensuite équipe avec Fénix avec qui il a un match pour le championnat par équipe de la AAA le 7 décembre remporté par Joe Líder et Pentagón Jr. auquel a aussi participé les champions sortant Jack Evans et Angelico.
Le 18 mars 2015 au cours de Rey De Reyes, il fait équipe avec Rey Mysterio Jr. avec qui il remporte leur match face à Pentagon Jr. et Hijo de Perro Aguayo. Le 24 mai avec Rey Mysterio Jr. et El Patron Alberto il remporte la Copa Mundial de Lucha Libre en éliminant successivement l'équipe de la Pro Wrestling NOAH (Taiji Ishimori, Yoshihiro Takayama et Atsushi Kotoge) puis l'équipe représentant les États-Unis (Moose, Cage et ACH) en demi-finale et enfin l'équipe de la Total Nonstop Action Wrestling - Lucha Underground (Matt Hardy, Mr Anderson et Johnny Mundo) en finale.
Le 10 juillet, la AAA annonce que Myzteziz va affronter Rey Mysterio Jr. à Triplemanía XXIII lors d'un des matchs les plus attendus par les fans de lucha libre pour déterminer qui est le meilleur luchador du monde. Le 9 août, devant plus de vingt mille personnes, Mysterio sort vainqueur par soumission de ce combat et après le match les Perros del Mal attaquent Myzteziz avant que Myzteziz défie son ancien allié dans un Mask vs. Mask match,. Le 9 octobre, il apparaît au cours d'une émission du Consejo Mundial de Lucha Libre et quatre jours plus tard la AAA annonce dans un communiqué que Myzteziz ne travaille plus pour eux,. L'une des raisons de ce départ est une forte tension avec la vedette de la fédération Alberto El Patrón.

### Retour auConsejo Mundial de Lucha Libre(2015-...)
Il fait son retour le 18 décembre 2015 sous le nom de Carístico, où il s'associe avec Super Parka et Volador Jr. et battent Ephesto, Mephisto et Negro Casas dans un match par équipe au meilleur des trois tombés. Le 25 décembre, lors de son premier pay-per-view depuis son retour à Infierno En El Ring 2015, il perd en compagnie de Mistico II et Rush contre Volador Jr., Ultimo Guerrero et Cibernetico, puis le 1er janvier contre cette même équipe au cours de Sin Piedad 2016. Il fait équipe avec Mephisto pour le tournoi Torneo de Parejas Increibles  où ils éliminent The Panther et Tiger au premier tour puis Rey Escorpion et Último Guerrero en quart de finale ainsi qu'Atlantis et Gran Guerrero en demi finale le 22 avril.
Le 1er janvier 2017 lors de Sin Piedad 2017, il gagne avec Valiente et Volador, Jr contre Ephesto, Hechicero et Mephisto. Le 17 mars lors de CMLL Homenaje a Dos Leyendas 2017, il perd avec Atlantis & Marco Corleone contre Kraneo, La Mascara & Rush a cours d'un Two out of Three Falls match. Le 16 septembre lors de CMLL 84th Anniversary, il gagne avec Flip Gordon & Volador, Jr contre Mephisto, Satoshi Kojima & Ultimo Guerrero.

### New Japan Pro Wrestling (2016)
Le 21 août 2016 lors de NJPW Super-J Cup '16 (jour 2), il gagne avec Titan et Volador Jr. contre Gran Guerrero, Euforia et Ultimo Guerrero.

### Lucha Libre Elite(2015-2016)
En plus de lutter au Consejo Mundial de Lucha Libre, Carístico rejoint la Lucha Libre Elite (LLE), une autre fédération mexicaine qui est alors partenaire du CMLL. Fin mars, la LLE organise le tournoi Liga Elite auquel participe Carístico. Le 21 mai, il remporte le championnat des poids moyen de la LLE après sa victoire dans un Torneo Cibernetico l'opposant à Ángel de Oro, Argos, Atlantis, Golden Magic, La Mascara, Mephisto, Puma, Toscano et Valiente.

## Style de catch
De par son physique et ses origines, Urive Alvirde a un style aérien et ses matchs en tant que Místico sont typiques de sa catégorie de poids dans la lucha libre avec beaucoup de prises aériennes. Et malgré le fait que le public met un peu de temps à se prendre au jeu quand il prend le nom de Místico, il devient rapidement un des catcheurs les plus populaires du Mexique. En 2006 et 2007, le magazine Pro Wrestling Illustrated (PWI) le considère comme étant un des meilleurs catcheurs et le classe 5e puis 3e du classement PWI500.
Quand il s'engage avec la World Wrestling Entertainment (WWE) et en prenant le nom de Sin Cara en 2011, il doit changer sa façon de lutter. En Amérique du Nord quand un catcheur fait croire qu'il est blessé à un membre c'est toujours le côté gauche alors qu'au Mexique c'est l'inverse. De plus, le style pratiqué à la WWE est assez basique avec un rythme plus lent qu'au Mexique. La barrière de la langue est aussi un problème car il ne parle pas anglais ce qui est un problème non seulement pour s'adresser au public mais aussi à son adversaire ou l'arbitre durant les matchs,. Enfin son masque qui ne laisse voir aucun trait de son visage, ce qui pose problème pour transmettre des émotions.
La WWE le présente comme le futur successeur de Rey Mysterio et souhaite rapidement l'utiliser et ne le laisse pas s'entraîner suffisamment pour s'adapter au style de la WWE. Le 4 avril 2011, pour sa première apparition télévisé où il attaque Sheamus il rate légèrement son saut qui marque son entrée sur le ring. Durant ses premiers matchs, il continue les erreurs durant ses spots ce qui commence à exaspérer Vince McMahon en coulisses. Après sa première suspension en octobre, il devient le rival de Sin Cara Negro et à ce moment-là l'incapacité d'Urive Alvirde de parler anglais se fait sentir car les journalistes pensent que des interviews sont nécessaires pour faire comprendre au public ce qui se passe.

## Palmarès

### Championnats et accomplissements
- Asistencia Asesoría y Administración
  - Copa Antonio Peña (2014)[105]
  - Lucha Libre World Cup 2015 avec Rey Mysterio Jr. et Alberto El Patrón[131]
- Baja Star's Wrestling
  - 1 fois Champion Intercontinental des poids moyens
- Consejo Mundial de Lucha Libre
  - 4 fois Champion du Monde par équipes de la CMLL avec Negro Casas (2) et Héctor Garza (2)[21]
  - 1 fois Champion du Monde poids mi-moyens de la CMLL[17]
  - 1 fois Champion National poids lourds-légers[19]
  - 2 fois Champion du Monde poids moyens de la NWA[7]
  - Torneo Gran Alternativa 2004 avec El Hijo del Santo [6],[Note 11]
  - Torneo Gran Alternativa 2007 avec La Sombra[6]
  - Leyenda de Plata 2006 [13],[Note 12]
  - Leyenda de Plata 2007[18]
  - Leyenda de Plata 2008[22]
- Festival Mundial de Lucha Libre
  - 1 fois Champion du Monde de la FMLL[30]
- International Wrestling Revolution Group
  - 1 fois Campeon Intercontinental de Peso Súper Welter de la IWRG[132]
- New Japan Pro Wrestling
  - 1 fois Champion Junior poids lourds de la IWGP[31]
- World Wrestling Association
  - 1 fois Champion du monde poids-moyen de la WWA
- World Wrestling Entertainment
  - Slammy Award (2011) du moment double vision de l'année[133]

### Résultats dans lesluchas de apuetas
| # | Vainqueur (enjeu)                | Perdant (enjeu)             | Date              | Lieu                | Notes |
| - | -------------------------------- | --------------------------- | ----------------- | ------------------- | ----- |
| 1 | Místico et Volador Jr. (masques) | Antrax et Ébola (cheveux)   | 17 octobre 2004   | Guadalajara         |       |
| 2 | Místico (masque)                 | Black Warrior (masque)      | 29 septembre 2006 | Mexico              |       |
| 3 | Místico (masque)                 | El Hijo del Diablo (masque) | 1er décembre 2006 | Tijuana             |       |
| 4 | Místico (masque)                 | Sepulturero (masque)        | 27 janvier 2007   | Tlalnepantla de Baz |       |
| 5 | Místico (masque)                 | Skayde                      | 31 mars 2007      | Mexico              |       |
| 6 | Místico (masque)                 | Místerioso (cheveux)        | 9 octobre 2007    | Tijuana             |       |
| 7 | Místico (masque)                 | Negro Casas (cheveux)       | 18 septembre 2009 | Mexico              |       |
| 8 | Sin Cara (masque)                | Sin Cara Negro (masque)     | 16 octobre 2011   | Mexico              |       |
| 9 | Carístico (masque)               | Black Warrior (cheveux)     | 23 juillet 2017   | Naucalpan de Juárez |       |

## Récompenses des magazines
- Pro Wrestling Illustrated

| Année | 2005 | 2006 | 2007       | 2008 | 2009 | 2010 | 2011 | 2012 | 2013 | 2014 |
| ----- | ---- | ---- | ---------- | ---- | ---- | ---- | ---- | ---- | ---- | ---- |
| Rang  | 18   | 5    | 3          | 17   | 36   | 42   | 43   | 101  | 75   | 101  |
| Année | 2015 | 2016 | 2017       | 2018 | 2019 | 2020 | 2021 | 2022 | 2023 | 2024 |
| Rang  | 212  | 236  | Non classé | 202  | 319  | 253  | 68   | 68   | 46   | 10   |

- Wrestling Observer Newsletter awards
  - Best Box Office Draw 2006
  - Meilleur catcheur aérien de l'année en 2006[16]
  - Catcheur de l'année en 2006[15]
  - Meilleur catcheur aérien de l'année en 2007[16]

Le Wrestling Observer Newsletter est aussi un magazine de référence et récompense chaque année les meilleurs catcheurs et les meilleurs matchs.